# Un figlio del Sahara
Un figlio del Sahara (A Son of the Sahara) è un film muto del 1924 diretto da Edwin Carewe e René Plaissetty.

## Trama
Adottato da bambino da una tribù araba, Raoul cresce nel deserto. Ormai adulto, finiti gli studi, è diventato un raffinato gentiluomo europeo. Innamorato di Barbara Barbier, figlia di un colonnello francese, è respinto dalla giovane quando lei viene a sapere delle sue origini. Durante un'incursione, Raoul rapisce Barbara che poi compra segretamente a un'asta di schiavi. All'arrivo delle truppe francesi che la portano in salvo, si scoprono però le vere origini di Raoul che, riconosciuto come bianco, può adesso aspirare alla mano della donna che ama.

## Produzione
Il film fu prodotto dalla Edwin Carewe Productions. Il direttore della fotografia Robert Kurrle dichiarò di avere trascorso cinque settimane nel deserto algerino assieme al suo assistente Al Greene, usando due cineprese Bell & Howell, sei riflettori e uno specchio. Ogni notte, Greene smontava le cineprese, rimuovendone la sabbia per le riprese del giorno successivo.

## Distribuzione
Il copyright del film, richiesto dalla Edwin Carewe Productions, fu registrato il 24 aprile 1924 con il numero LP20118.
Distribuito dalla Associated First National Pictures e presentato da Edwin Carewe, il film uscì nelle sale statunitensi il 13 aprile 1924. In Italia uscì nelle sale nel 1925.
Non si conoscono copie ancora esistenti della pellicola che viene considerata presumibilmente perduta.